# Hydrotaea abyssinica
Hydrotaea abyssinica är en tvåvingeart som beskrevs av Fritz Isidore van Emden 1943. Hydrotaea abyssinica ingår i släktet Hydrotaea och familjen husflugor. Inga underarter finns listade i Catalogue of Life.